# Rubus irritans
Rubus irritans es una especie de planta del género Rubus, perteneciente a la familia Rosaceae.

## Taxonomía
Rubus irritans fue descrita por Wilhelm Olbers Focke en 1911.

## Distribución
Se encuentra en el territorio de Irán hasta el oeste y centro de China.